# Jean-Gabriel Eynard
Pour les articles homonymes, voir Eynard.
Jean-Gabriel Eynard, né le 28 décembre 1775 à Lyon et mort le 5 février 1863 à Genève, est un entrepreneur, un financier, un diplomate et un pionnier de la photographie suisse.

## Biographie
Né au sein d'une famille protestante, originaire de La Baume-Cornillane (probablement la famille de Monteynard), qui émigra à Genève à la révocation de l'édit de Nantes, il est le fils de Gabriel-Antoine Eynard, négociant, et de Marie-Madeleine Meuricoffre (née Moerikofer). Il passe son enfance et son adolescence à Lyon qu'il doit fuir en 1793 à cause de sa participation au soulèvement de Lyon contre la Convention. Se cachant dans une diligence occupée par des femmes, il s'enfuit à Genève où se sont déjà réfugiés son père et son frère.
Pour gagner sa vie, il s'établit en 1795 à Gênes. Il y fait son apprentissage dans la banque d'un parent, Rodolphe Gaulis (époux de sa demi-sœur, Louise Elisabeth Eynard, née du premier mariage de son père). En parallèle, il monte un négoce avec Pissari de Coire. En 1797, il fait venir son frère Jacques Eynard et ils fondent leur propre commerce Frères Eynard et Schmidt. Ils étendent bientôt leurs transactions commerciales à Paris et Amsterdam. Liés avec le colonel Horace Sébastiani de l'armée napoléonienne, ils fournissent, entre autres commerce, la troupe française. Leur fortune nouvelle leur permet de liquider la faillite de leur père, ruiné à la suite des événements révolutionnaires de Lyon et qui restait débiteur de maisons de commerce genevoises.
Son frère étant retourné en Suisse en 1801, Jean-Gabriel Eynard étend ses activités de négociant et de financier d'élite en Italie. En 1801, il est le seul à souscrire à un emprunt de 300 000 écus émis par le roi de Toscane, Louis Ier d'Étrurie. À 25 ans, il réalise cette opération qui sera le premier succès financier à l'origine de son immense fortune. Le premier juin 1802 il est initié en franc-maçonnerie dans la Loge de Livourne « Amis réunis de la parfaite union », dépendant de la loge de Perpignan du même nom, appartenant au Grand Orient de France. En 1803, il s’établit à Florence, proche de Marie-Louise de Bourbon reine d'Étrurie, qui l’a appelé et dont il est le conseiller. Il est nommé fermier général des tabacs du royaume d'Étrurie. En 1804, il assiste au sacre de Napoléon à Paris où il fréquente la noblesse impériale. En 1807, Élisa Bacciochi sœur de Napoléon, grande-duchesse de Toscane et princesse de Lucques le sollicite pour qu’il administre la principauté de Lucques et Piombino. En mars 1809, il se rend à Paris pour rencontrer Napoléon en tant que représentant du département de la Méditerranée et de la chambre de commerce de Livourne. Il en profite pour suivre des cours de chimie dans le laboratoire du professeur Louis Jacques Thénard qui lui serviront pour la gestion de ses mines d'alun et de ses forges. À cette époque, il possède des biens en Italie (actions dans les mines d'alun et forges de Piombino, carrières à Carrare, deux villas à Florence, cultures, vignobles, fermes et propriétés en Basse-Romagne) et en France (domaines en Provence, salines à Hyères). C'est sans doute à la cour d'Élisa Bacciochi qu'il découvre le talent du sculpteur Lorenzo Bartolini, artiste auquel il commande son buste sans doute avant 1810, et qu'il va charger de travaux, en tout cas dès 1810 pour meubler sa maison de campagne de Beaulieu près de Rolle, puis en 1823, lorsqu'il passe commande de cinq statues pour sa nouvelle résidence à Genève, le Palais Eynard.
Alors que sa famille habite déjà régulièrement à Rolle, Jean-Gabriel Eynard et son frère Jacques achètent le 27 juillet 1808 la campagne de Beaulieu, située à Gilly près de Rolle et il obtient la bourgeoisie de Rolle. Amateur d'architecture et grand bâtisseur, il fait réaménager et agrandir la maison de maître avec des dépendances, à côté duquel il fera construire d'autres maisons pour ses neveux (Petit Fleur d’Eau en 1825, Fleuri en 1833, Grand Fleur d'eau en 1836).
En 1810, il rejoint sa famille en Suisse. Il rencontre à Genève Anna Lullin de Châteauvieux, issue d’une vieille famille patricienne de Genève et sœur du peintre Adolphe Lullin. Ils se marient le 2 octobre 1810 et ils s’établissent dans la maison Mallet à la Cour Saint-Pierre à Genève. Ils ouvrent largement leur maison à la vie mondaine, reçoivent leur famille, amis et célébrités, dont Mme de Staël, et ils transforment même un de leurs salons en théâtre. Dès 1817, ils planifient la construction du Palais Eynard (qui abrite aujourd’hui les bureaux du Conseil administratif de Genève), un palais somptueux de style néo-classique dans la tradition palladienne ; ils s’y installent en décembre 1821.

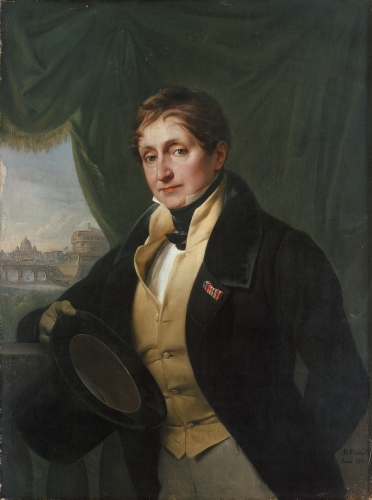
Portrait de Jean-Gabriel Eynard par Horace Vernet.

En 1814, il occupe le poste de lieutenant-colonel du corps de cavalerie des milices genevoises. Il est attaché comme secrétaire particulier à Charles Pictet de Rochemont (oncle de son épouse) et François d’Ivernois, qui sont les représentants de la députation genevoise au traité de Paris en 1814 et au congrès de Vienne en 1815, chargés de négocier l’indépendance de Genève et d’assurer son rattachement à la Confédération suisse. Jean-Gabriel Eynard et son épouse les suivent dans les deux capitales pour les seconder et nouent des relations durables avec des représentants de la diplomatie européenne. Cela sera utile lorsqu’il s’intéressera la cause de l’indépendance de la Grèce dès les années 1820.
Ami de Ioannis Kapodistrias depuis 1815, il s'enthousiasme pour la cause de l'indépendance grecque (1821-1829) pendant plus de 20 ans. Il devient le coordinateur des comités philhelléniques en Europe. C'est sous son initiative que se réunit le 14 septembre 1825, chez son ami Guillaume Favre à la villa La Grange à Genève, un comité pour venir en aide aux Grecs dans leur lutte. Il participe au financement de l’insurrection par des dons personnels et l’ouverture de souscriptions ou de collectes de fonds en Europe. Il prodigue ses conseils financiers au nouvel État ; il sera cofondateur de la Banque nationale de Grèce en 1842. En 1816, il est appelé à rétablir les finances de Ferdinand III, grand-duc de Toscane, qui le nomme chevalier de l’ordre de Saint-Joseph, ordre qu'il avait institué  en 1807 et transformé en un ordre dynastique toscan en 1817. Depuis cette année la famille Eynard Lullin fait partie de la noblesse toscane (it).
Dès 1817, il devient membre et contribue généreusement à l’essor de sociétés savantes genevoises, comme la Société des arts de Genève, la Société d’utilité publique ou la Société d'histoire et d'archéologie de Genève. En 1818, il est l’un des fondateurs de la Société de lecture, avec le professeur Augustin-Pyramus de Candolle et des savants tels que Antoine-Guillaume-Henri Fatio, Marc-Auguste Pictet, Henri Boissier, Guillaume Favre et Charles-Gaspard de la Rive. En 1820, ne pouvant avoir d'enfant, les Eynard recueillent Sophie, fillette née à Rolle (1817-1887) et qui épousera Charles Eynard, fils de Jacques Eynard.
Jusqu'en 1837, les Eynard louaient un appartement place Vendôme, à Paris. En 1837, ils achètent un hôtel particulier au 27 rue de Londres (et qui sera revendu en 1858). Jean-Gabriel Eynard est nommé chevalier de la Légion d'honneur le 22 juillet 1837.
Au début de l'année 1840, Jean-Gabriel Eynard se découvre une nouvelle passion : la photographie. Il est l'un des premiers en Suisse à faire des daguerréotypes, technique présentée à Paris en janvier 1839. Dès 1841, les Eynard vivent entre Paris et Genève et prennent part activement à la vie politique et culturelle des deux villes. À Genève, ils sont largement liés aux classes bourgeoises et au patriciat local jusqu’à la révolution fazyste de 1846. En 1848, les Eynard rentrent définitivement en Suisse et, retirés des affaires publiques, ils s’attachent au développement des institutions et des sociétés savantes.

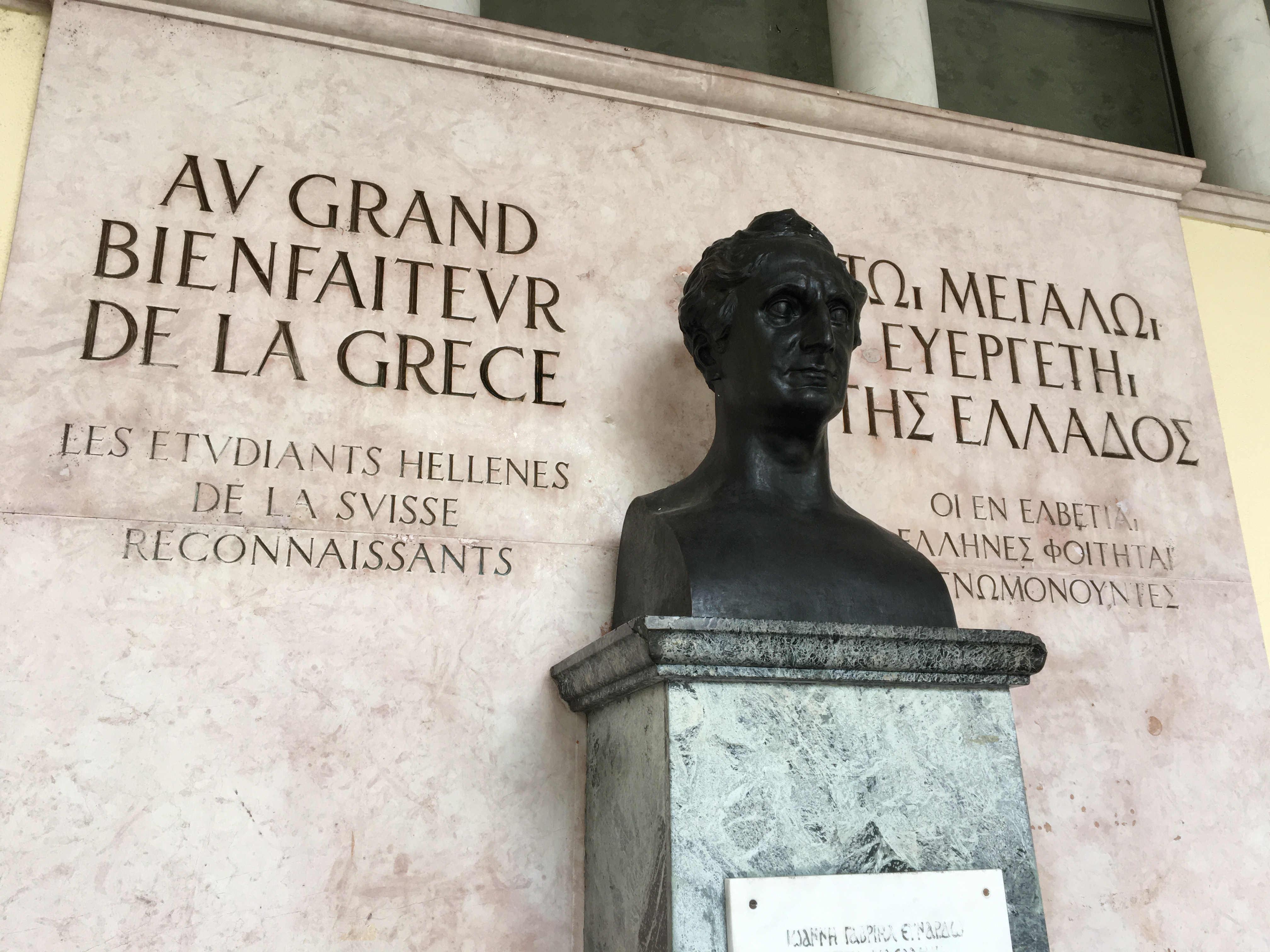
Buste de Jean-Gabriel Eynard réalisé par Auguste de Niederhausern

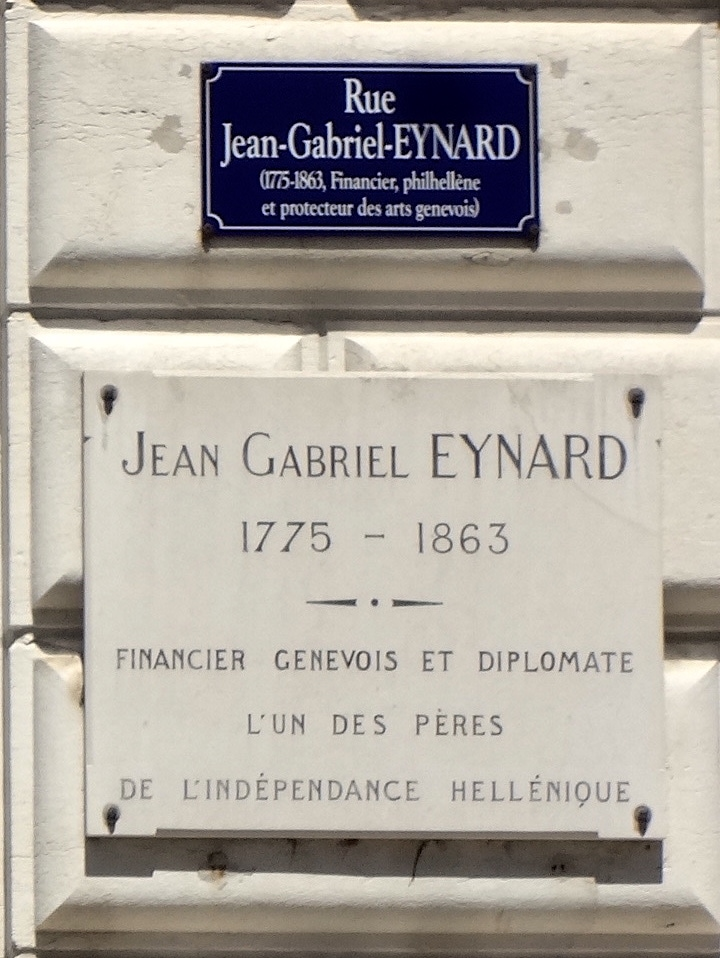
Plaque commémorative à Genève

En 1863 et à titre de mécène, Jean-Gabriel Eynard et son épouse font construire à côté de leur propre résidence, le Palais de l’Athénée qu’ils offrent à la Société des arts de Genève. Celui-ci reste aujourd’hui encore le siège et la propriété de cette institution.
À la fin de sa vie, sous l'influence de sa femme et de Charles Eynard, son neveu, il se tourne vers le protestantisme inspiré par les mouvements du Réveil, qui est implanté aussi bien à Genève que dans le canton de Vaud. Il devient en particulier adepte des thèses du darbysme, qui se développe en Suisse romande.
Jean-Gabriel Eynard et son épouse sont inhumés au cimetière des Rois à Genève. Par la suite et afin d'honorer sa mémoire, un monument à son effigie, réalisé par Auguste de Niederhausern, est inauguré le 4 mai 1907 dans le parc des Bastions, à côté de son palais.

## Les daguerréotypes
Le 7 janvier 1839, la technique de daguerréotype est présentée à l’Académie des sciences de Paris. Pionnier, Jean-Gabriel Eynard est l'un des premiers en Suisse à s’y intéresser et à utiliser le daguerréotype. Dès 1852, il pratique la daguerréotypie-stéréoscopique, qui permet de restituer une vision en relief, en 3 dimensions, et produit plus de 90 vues de ce type. Il est considéré comme le pionnier de ce nouveau procédé en Suisse.
Au début de l'année 1840 et de manière attestée jusqu'en 1855, il réalise des daguerréotypes de sa famille, ses amis et relations, ses employés, ses maisons, ses voyages, des paysages et des autoportraits. En tant que membre des classes dirigeantes et à l'occasion d'une visite à Paris, il va faire quatre daguerréotypes du roi Louis-Philippe et de sa famille le 18 juin 1842.
Il va réaliser environ 470 plaques, 328 ont pu être localisées et une trentaine qui ne le sont pas. Elles comptent parmi les plus anciennes photographies conservées en Suisse.

## Distinctions
- Chevalier de la Légion d'honneur

### Collections
Les daguerréotypes réalisés par Jean-Gabriel Eynard sont conservés dans des musées et des collections privées (liste non exhaustive) :
- Centre d'iconographie de la Bibliothèque de Genève[22] (248 daguerréotypes en ligne)
- The J. Paul Getty Museum, Los Angeles[23] (92 daguerréotypes en ligne)
- Auerphotofoundation, Hermance[24] (17 daguerréotypes en ligne)
- Musée de l'Élysée, Lausanne[25] (9 daguerréotypes en ligne)
- Fondation Gottfried Keller, Winterthour[26] (8 daguerréotypes en ligne)
- Fotomuseum Antwerp, Anvers[27] (8 daguerréotypes en ligne)
- Musée suisse de l'appareil photographique, Vevey (5 daguerréotypes en ligne)
- Musée des Beaux-Arts du Canada, Ottawa[28] (4 daguerréotypes en ligne)
- Museum Ludwig, Cologne[29] (2 daguerréotypes en ligne)
- George Eastman House, Rochester[30] (1 daguerréotype en ligne)
- Hawaiian Mission Children's Society, Honolulu[31] (1 daguerréotype en ligne)
- Haverford College Libraries, Haverford[32] (1 daguerréotype en ligne)

### Expositions
- 28 novembre 1975 - 15 mai 1976 : Jean-Gabriel Eynard et le philhellénisme genevois, Bibliothèque publique et universitaire, Genève.
- 22 mars - 26 août 2001 : Familles d'images : en visite chez Jean-Gabriel Eynard, Maison Tavel, Genève.
- 27 mai - 11 septembre 2016 : Révélations : photographies à Genève, Musée Rath, Genève[33].
- 15 octobre 2021 - 2 janvier 2022 : Le goût de l'antique : Anna et Jean Gabriel Eynard, , Musée d'Art et d'Histoire, Genève[34].
- 15 octobre 2021 - 30 janvier 2022 : Genève et la Grèce. Une amitié au service de l'indépendance, Musée d'art et d'histoire, Genève[35].

## Collections

### Archives papier
Fonds : Collection Diodati-Eynard (1685-1904) [5,6 mètres linéaires, papiers personnels, correspondances, journaux, récits de voyages et autres concernant Jean-Gabriel Eynard et son épouse Anna Eynard, née Lullin].  Cote : CH-000007-9 CH BGE Ms. suppl. 1500, Ms. suppl. 1840-1984; non catalogué (1952/1; 1990/5; 1993/1). Genève : Bibliothèque de Genève (présentation en ligne).
La Collection Diodati-Eynard provient de plusieurs dons ou de dépôts faits dès 1911 à la Bibliothèque de Genève. Leur consultation est libre à la salle de lecture du Département des manuscrits et des archives privées de la Bibliothèque de Genève.

### Daguerréotypes
Collection : Daguerréotypes Jean-Gabriel Eynard (1840-1855) [daguerréotypes ; 248 plaques de différentes tailles dont des 1/2, des 1/4 et des 1/6 de plaque].  Cote : CH-000007-9 CIG : divers numéros d'inventaire. Genève : Centre d'iconographie de la Bibliothèque de Genève (présentation en ligne).
Les daguerréotypes de Jean-Gabriel Eynard sont répartis dans différents fonds conservés au Centre d'iconographie de la Bibliothèque de Genève. Au vu de la fragilité des œuvres, leur consultation est limitée.

### Sites contenant des daguerréotypes
- Daguerreobase catalogue collectif pour les daguerréotypes
- Luminous_Lint - Photohistory Visualizer
- 3D Stereoscopic Daguerreotype Portraits From The 1850's : contient de daguerréotypes animés de J.-G. Eynard
- Mirabilia collections de la Ville de Genève : contient 2 daguerréotypes de J.-G. Eynard